# Campeonato colombiano 1971
El Campeonato colombiano 1971 fue el vigesimocuarto (24°) torneo de la primera división del fútbol profesional colombiano en la historia.
El campeón de esta edición fue el Santa Fe, ganando su quinto título. El subcampeón fue Atlético Nacional. Los goleadores fueron Hugo Horacio Lóndero del Cúcuta Deportivo y Apolinar Paniagua del Deportivo Pereira con 30 goles.
Como hecho relevante, hicieron su aparición dos nuevos clubes; Oro Negro, en reemplazo del Independiente Medellín que atravesaba una dura situación económica; el club fue local en el municipio de Barrancabermeja del departamento de Santander. El otro equipo debutante fue el Real Cartagena, debido a que el Atlético Bucaramanga le vendió el derecho de participar en la temporada también por la mala situación económica.

## Desarrollo
Se jugaron dos torneos, (apertura y finalización ida y vuelta) donde los dos mejores de cada campeonato clasifican al cuadrangular final, que puede convertirse en un triangular si un equipo clasifica en ambos torneos, o una final si dos equipos repiten posición tanto en el Apertura como en el Finalización. Este campeonato fue el quinto que ganó  Santa Fe. Se jugaron 379 partidos entre los 14 clubes inscritos y se anotaron 1026 goles siendo el Santa Fe el que más anotó con 103 conquistas y el que más recibió fue el Oro Negro con 91 goles en contra.
El cuadrangular final fue jugado por Atlético Nacional campeón del primer semestre y Deportivo Cali; además de Millonarios campeón del finalización y Santa Fe.

## Datos de los clubes
| Equipo                 | Departamento       | Ciudad          |
| ---------------------- | ------------------ | --------------- |
| América de Cali        | Valle del Cauca    | Cali            |
| Atlético Nacional      | Antioquia          | Medellín        |
| Cúcuta Deportivo       | Norte de Santander | Cúcuta          |
| Deportes Quindío       | Quindío            | Armenia         |
| Deportes Tolima        | Tolima             | Ibagué          |
| Deportivo Cali         | Valle del Cauca    | Cali            |
| Deportivo Pereira      | Risaralda          | Pereira         |
| Atlético Junior        | Atlántico          | Barranquilla    |
| Millonarios            | Bogotá, D. C.      | Bogotá          |
| Once Caldas            | Caldas             | Manizales       |
| Oro Negro              | Santander          | Barrancabermeja |
| Real Cartagena         | Bolívar            | Cartagena       |
| Independiente Santa Fe | Bogotá, D. C.      | Bogotá          |
| Unión Magdalena        | Magdalena          | Santa Marta     |

## Torneo Apertura
| Pos. | Equipo            | Pts. | PJ | G  | E  | P  | GF | GC | Dif. | Clasificación       |
| ---- | ----------------- | ---- | -- | -- | -- | -- | -- | -- | ---- | ------------------- |
| 1    | Atlético Nacional | 40   | 26 | 16 | 8  | 2  | 43 | 23 | +20  | Cuadrangular final. |
| 2    | Deportivo Cali    | 39   | 26 | 16 | 7  | 3  | 48 | 28 | +20  | Cuadrangular final. |
| 3    | Santa Fe          | 36   | 26 | 13 | 10 | 3  | 44 | 25 | +19  |                     |
| 4    | Millonarios       | 32   | 26 | 13 | 6  | 7  | 44 | 30 | +14  |                     |
| 5    | Cúcuta Deportivo  | 29   | 26 | 10 | 9  | 7  | 43 | 36 | +7   |                     |
| 6    | Deportivo Pereira | 26   | 26 | 8  | 10 | 8  | 34 | 38 | −4   |                     |
| 7    | América de Cali   | 26   | 26 | 9  | 8  | 9  | 34 | 33 | +1   |                     |
| 8    | Once Caldas       | 24   | 26 | 9  | 6  | 11 | 39 | 33 | +6   |                     |
| 9    | Deportes Quindío  | 23   | 26 | 6  | 11 | 9  | 29 | 43 | −14  |                     |
| 10   | Deportes Tolima   | 22   | 26 | 6  | 10 | 10 | 33 | 38 | −5   |                     |
| 11   | Real Cartagena    | 20   | 26 | 4  | 12 | 10 | 18 | 32 | −14  |                     |
| 12   | Junior            | 18   | 26 | 7  | 4  | 15 | 29 | 40 | −11  |                     |
| 13   | Oro Negro         | 15   | 26 | 4  | 7  | 15 | 23 | 47 | −24  |                     |
| 14   | Unión Magdalena   | 14   | 26 | 4  | 6  | 16 | 28 | 43 | −15  |                     |

 Fuente: Rsssf

### Resultados
| Apertura 1971          | AME | CAL | CUC | JUN | MAG | MIL | NAL | ONC | ORO | PER | QUI | REA | SAN | TOL |
| América de Cali        |     | 3:1 | 1:1 | 2:0 | 2:1 | 2:1 | 0:0 | 2:0 | 1:0 | 1:0 | 0:1 | 2:0 | 0:1 | 3:1 |
| Deportivo Cali         | 4:2 |     | 2:2 | 3:1 | 5:2 | 1:0 | 2:3 | 3:1 | 1:0 | 2:2 | 2:1 | 2:0 | 2:1 | 2:0 |
| Cúcuta Deportivo       | 3:1 | 0:1 |     | 3:1 | 2:2 | 0:0 | 3:4 | 3:1 | 1:1 | 3:0 | 4:1 | 1:0 | 0:3 | 4:1 |
| Atlético Junior        | 1:1 | 0:1 | 1:2 |     | 0:0 | 2:1 | 2:0 | 2:1 | 5:2 | 1:0 | 5:1 | 1:1 | 1:2 | 0:4 |
| Unión Magdalena        | 1:1 | 1:1 | 0:2 | 0:1 |     | 1:2 | 4:1 | 0:1 | 1:0 | 1:2 | 1:1 | 3:0 | 1:2 | 3:0 |
| Millonarios            | 3:3 | 1:4 | 7:0 | 3:1 | 3:1 |     | 1:1 | 1:0 | 2:1 | 4:2 | 2:2 | 2:0 | 0:2 | 0:1 |
| Atlético Nacional      | 1:0 | 1:1 | 1:0 | 1:0 | 2:1 | 2:0 |     | 2:0 | 2:0 | 4:1 | 2:2 | 2:0 | 1:0 | 2:2 |
| Once Caldas            | 1:0 | 3:1 | 2:1 | 3:0 | 2:0 | 2:3 | 0:0 |     | 8:1 | 0:1 | 5:3 | 1:1 | 1:1 | 2:0 |
| Oro Negro              | 1:1 | 0:1 | 1:4 | 1:0 | 2:0 | 1:1 | 0:2 | 2:1 |     | 0:1 | 0:1 | 2:2 | 2:3 | 2:1 |
| Deportivo Pereira      | 4:3 | 1:1 | 1:1 | 2:1 | 3:0 | 0:2 | 2:2 | 1:0 | 0:0 |     | 1:2 | 0:0 | 2:2 | 2:2 |
| Deportes Quindío       | 0:0 | 0:1 | 1:1 | 2:1 | 1:0 | 1:1 | 0:3 | 1:1 | 4:1 | 0:3 |     | 0:0 | 1:1 | 0:0 |
| Real Cartagena         | 2:1 | 2:2 | 0:0 | 1:0 | 3:1 | 0:2 | 0:1 | 1:0 | 0:0 | 2:2 | 1:1 |     | 0:0 | 1:1 |
| Independiente Santa Fe | 3:0 | 0:0 | 1:1 | 2:1 | 1:1 | 0:1 | 1:1 | 2:2 | 2:1 | 4:1 | 4:2 | 3:1 |     | 1:1 |
| Deportes Tolima        | 2:2 | 1:2 | 2:1 | 1:1 | 3:2 | 0:1 | 1:2 | 1:1 | 2:2 | 0:0 | 3:0 | 2:0 | 1:2 |     |

## Finalización
| Pos. | Equipo            | Pts. | PJ | G  | E  | P  | GF | GC | Dif. | Clasificación       |
| ---- | ----------------- | ---- | -- | -- | -- | -- | -- | -- | ---- | ------------------- |
| 1    | Millonarios       | 39   | 26 | 17 | 5  | 4  | 41 | 17 | +24  | Cuadrangular final. |
| 2    | Santa Fe          | 36   | 26 | 15 | 6  | 5  | 48 | 23 | +25  | Cuadrangular final. |
| 3    | Atlético Nacional | 33   | 26 | 14 | 5  | 7  | 42 | 31 | +11  |                     |
| 4    | Deportivo Cali    | 30   | 26 | 12 | 6  | 8  | 44 | 33 | +11  |                     |
| 5    | Deportes Quindío  | 30   | 26 | 11 | 8  | 7  | 41 | 33 | +8   |                     |
| 6    | Once Caldas       | 28   | 26 | 11 | 6  | 9  | 45 | 46 | −1   |                     |
| 7    | Cúcuta Deportivo  | 26   | 26 | 8  | 10 | 8  | 37 | 43 | −6   |                     |
| 8    | Deportivo Pereira | 25   | 26 | 7  | 11 | 8  | 39 | 36 | +3   |                     |
| 9    | Unión Magdalena   | 23   | 26 | 7  | 9  | 10 | 36 | 43 | −7   |                     |
| 10   | América de Cali   | 22   | 26 | 6  | 10 | 10 | 26 | 38 | −12  |                     |
| 11   | Real Cartagena    | 21   | 26 | 7  | 7  | 12 | 27 | 35 | −8   |                     |
| 12   | Junior            | 19   | 26 | 2  | 15 | 9  | 21 | 38 | −17  |                     |
| 13   | Oro Negro         | 18   | 26 | 5  | 8  | 13 | 34 | 44 | −10  |                     |
| 14   | Deportes Tolima   | 14   | 26 | 1  | 12 | 13 | 23 | 44 | −21  |                     |

 Fuente: Rsssf

### Resultados
| Finalización 1971      | AME | CAL | CUC | JUN | MAG | MIL | NAL | ONC | ORO | PER | QUI | REA | SAN | TOL |
| América de Cali        |     | 1:2 | 1:1 | 1:1 | 0:0 | 0:0 | 1:0 | 3:2 | 1:0 | 4:4 | 1:3 | 1:0 | 0:1 | 2:0 |
| Deportivo Cali         | 1:0 |     | 2:2 | 2:0 | 2:0 | 0:2 | 2:0 | 8:0 | 1:0 | 1:0 | 5:3 | 4:2 | 1:3 | 1:1 |
| Cúcuta Deportivo       | 0:0 | 1:0 |     | 1:1 | 2:4 | 2:1 | 2:1 | 1:2 | 2:1 | 2:2 | 3:2 | 1:0 | 1:3 | 5:0 |
| Atlético Junior        | 3:1 | 0:0 | 0:1 |     | 1:1 | 1:3 | 0:2 | 2:2 | 0:0 | 1:0 | 2:4 | 2:2 | 0:0 | 1:1 |
| Unión Magdalena        | 2:1 | 2:2 | 2:2 | 2:0 |     | 0:1 | 0:2 | 1:2 | 1:1 | 1:0 | 2:1 | 3:1 | 0:2 | 5:2 |
| Millonarios            | 4:0 | 3:0 | 1:0 | 1:1 | 2:0 |     | 2:0 | 3:2 | 4:1 | 2:0 | 3:1 | 2:1 | 0:2 | 0:0 |
| Atlético Nacional      | 2:1 | 4:1 | 2:2 | 3:1 | 2:0 | 3:0 |     | 4:2 | 3:2 | 1:1 | 1:0 | 2:0 | 1:2 | 1:0 |
| Once Caldas            | 1:1 | 1:0 | 6:2 | 1:1 | 2:1 | 0:1 | 5:1 |     | 2:0 | 1:1 | 1:2 | 3:0 | 0:4 | 3:1 |
| Oro Negro              | 1:1 | 0:2 | 3:3 | 3:0 | 3:3 | 0:0 | 1:2 | 0:2 |     | 1:2 | 4:1 | 2:3 | 2:0 | 2:1 |
| Deportivo Pereira      | 1:3 | 1:3 | 0:0 | 1:1 | 5:2 | 3:1 | 0:0 | 5:2 | 3:0 |     | 0:1 | 2:1 | 2:2 | 2:2 |
| Deportes Quindío       | 1:1 | 3:1 | 1:0 | 4:0 | 2:2 | 0:0 | 1:1 | 2:0 | 2:2 | 0:0 |     | 3:1 | 1:0 | 1:1 |
| Real Cartagena         | 4:0 | 1:1 | 3:0 | 0:0 | 0:0 | 0:3 | 0:0 | 0:0 | 2:0 | 2:0 | 0:2 |     | 1:0 | 2:1 |
| Independiente Santa Fe | 3:0 | 1:0 | 4:0 | 2:2 | 4:1 | 0:1 | 3:4 | 1:1 | 1:1 | 2:2 | 2:0 | 2:0 |     | 2:1 |
| Deportes Tolima        | 1:1 | 2:2 | 1:1 | 0:0 | 1:1 | 0:1 | 2:0 | 1:2 | 2:4 | 0:2 | 0:0 | 1:1 | 1:2 |     |

## Cuadrangular final
| Pos. | Equipo            | Pts. | PJ | G | E | P | GF | GC | Dif. | Clasificación                  |
| ---- | ----------------- | ---- | -- | - | - | - | -- | -- | ---- | ------------------------------ |
| 1    | Santa Fe          | 7    | 6  | 2 | 3 | 1 | 8  | 6  | +2   | Desempate y Copa Libertadores. |
| 2    | Atlético Nacional | 7    | 6  | 2 | 3 | 1 | 7  | 6  | +1   | Desempate y Copa Libertadores. |
| 3    | Millonarios       | 6    | 6  | 2 | 2 | 2 | 6  | 5  | +1   |                                |
| 4    | Deportivo Cali    | 4    | 6  | 1 | 2 | 3 | 7  | 11 | −4   |                                |

 Fuente: Rsssf
| Final 1971        | CAL | MIL | NAL | SAN |
| Deportivo Cali    |     | 1:3 | 1:1 | 2:1 |
| Millonarios       | 2:1 |     | 0:1 | 0:1 |
| Atlético Nacional | 2:0 | 1:1 |     | 1:1 |
| Santa Fe          | 2:2 | 0:0 | 3:1 |     |

### Desempate final
Luego del empate en puntos en el cuadrangular final debió disputarse un desempate final a jugarse en partidos a ida y vuelta. En Bogotá y Medellín el marcador fue 0-0, por lo que debió jugarse un tercer partido en cancha neutral, para lo cual fue designada la ciudad de Cali. El 10 de febrero de 1972, en la capital vallecaucana el conjunto bogotano ganó 3-2 y se consagró campeón.
| Fecha                                                        | Ciudad   | Equipo local           | Resultado | Equipo visitante       |
| ------------------------------------------------------------ | -------- | ---------------------- | --------- | ---------------------- |
| 30 de enero                                                  | Medellín | Atlético Nacional      | 0 - 0     | Independiente Santa Fe |
| 3 de febrero                                                 | Bogotá   | Independiente Santa Fe | 0 - 0     | Atlético Nacional      |
| 10 de febrero                                                | Cali     | Independiente Santa Fe | 3 - 2     | Atlético Nacional      |
| Independiente Santa Fe campeón tras el partido de desempate. |          |                        |           |                        |

|                                           |
| Bandera de Colombia                       |
| Campeón Independiente Santa Fe 5.º título |

## Goleadores
| Jugador                | Equipo            | Goles |
| ---------------------- | ----------------- | ----- |
| Hugo Horacio Lóndero   | Cúcuta Deportivo  | 30    |
| Apolinar Paniagua      | Deportivo Pereira | 30    |
| Néstor Gilberto Subiat | Millonarios       | 27    |